# 北アイルランド法 (1974年)
1974年北アイルランド法（1974ねんきたアイルランドほう、英: Northern Ireland Act 1974）は、イギリス議会の議会制定法であり、サニングデール協定（1973年）の崩壊を受けて北アイルランドの政府に関する規定を設けた。法令は北アイルランド議会の解散を認め、その立法権を枢密院における女王へと移譲した。
この法令は一時的措置として意図され 、効力を持つのはわずか1年間とされた。しかしながら、北アイルランド担当大臣が毎年法令の期限を延長する権限を定めた。このようにして、この法令は1998年のベルファスト合意が1999年末に施行されるまで有効であった。
またこの法令は憲法制定会議を設置したが、この組織は結局新たな憲法制定についてのコミュニティー間の合意形成を達成することができず、1976年に恒久的に解消した。